# Zwangsarbeiterlager Neuaubing

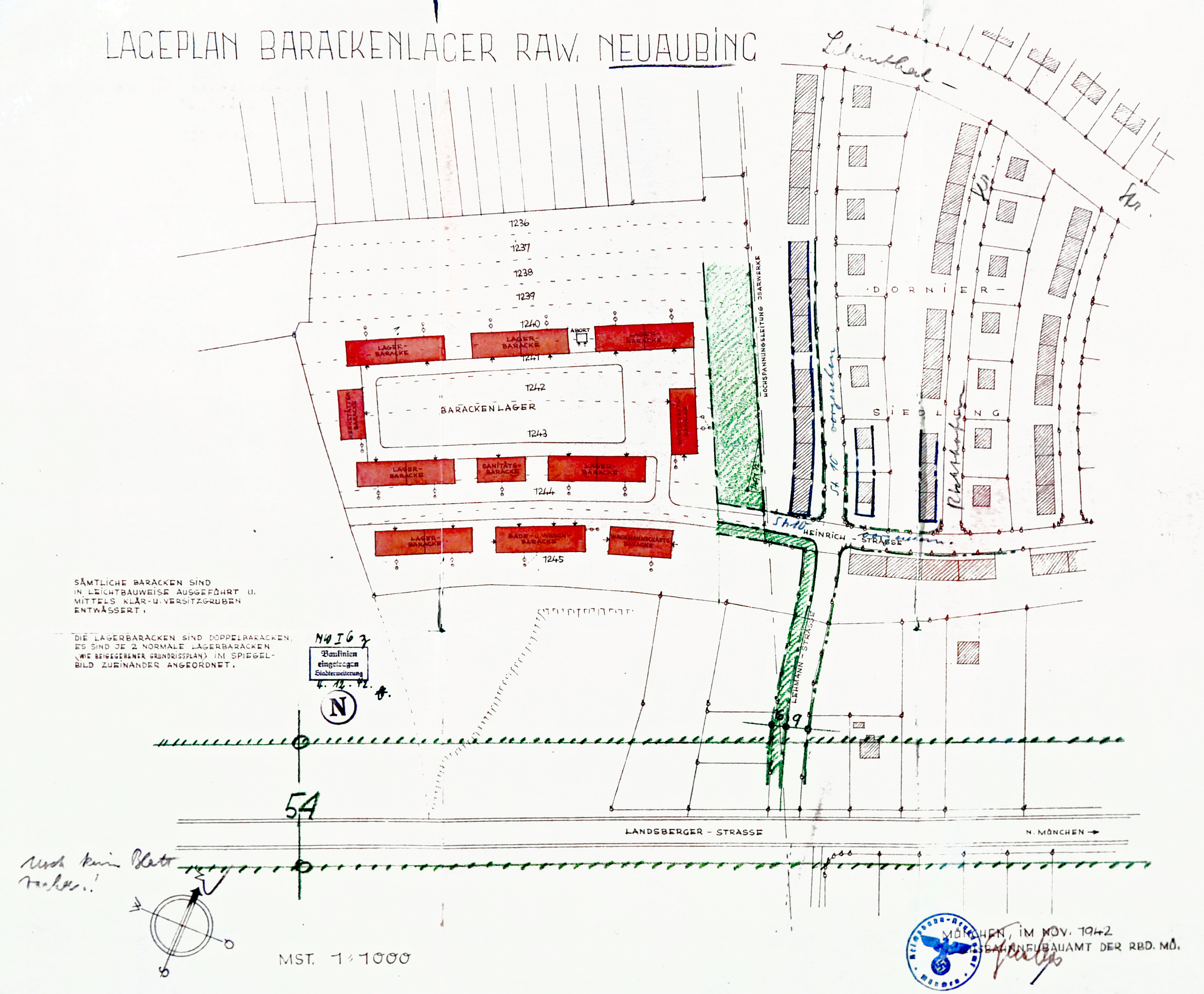
„Lageplan Barackenlager RAW Neuaubing“ vom November 1942, Reichsbahn-Neubauamt München.

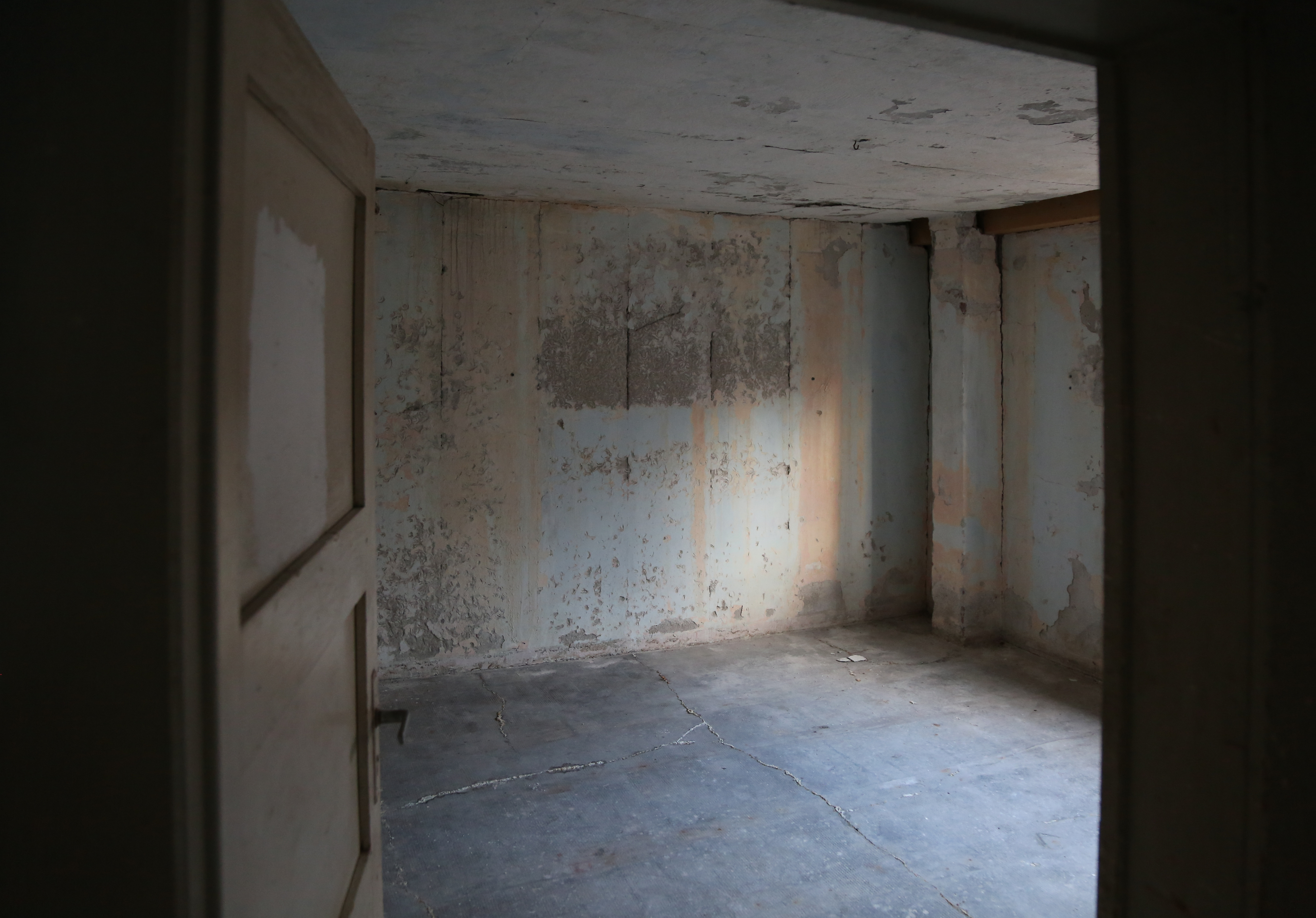
Das Innere der künftigen Gedenkstätte. In jedem der Räume waren 26 Personen untergebracht.

Das ehemalige Zwangsarbeiterlager Neuaubing (auch: Kriegsgefangenenlager Neuaubing, Barackenlager Neuaubing) wurde von der Deutschen Reichsbahn während des Zweiten Weltkriegs Ende 1942 im Münchner Stadtteil Aubing als Lager zur Unterbringung von Zwangsarbeitern des Reichsbahn-Ausbesserungswerks Neuaubing errichtet. Seit 2015 befindet sich das Gelände an der Ehrenbürgstraße 9 im Eigentum der Stadt München. Ein Teil der Gebäude wird von Künstlern und Handwerkern genutzt, die sich im Verein „Freie Ateliers & Werkstätten Ehrenbürgstraße“ zusammengeschlossen haben. „Als einzige erhaltene Gruppenanlage in Bayern bildet das Lager aus historischen, städtebaulichen und architektonischen Gründen ein einzigartiges Zeugnis des nationalsozialistischen Zwangsarbeitersystems.“ Das Lager steht seit 2009 unter Ensembleschutz, die Baracken 1 bis 8 sowie zwei Moll-Splitterschutzzellen und die Umzäunung des Geländes sind als Einzeldenkmäler ausgewiesen. Das Gelände ist außerdem als Bodendenkmal eingetragen. Das Zwangsarbeiterlager stellt somit einen wesentlichen Anteil der Baudenkmäler in Aubing.
Die Eröffnung einer Zweigstelle des NS-Dokumentationszentrum München ist für 2025 geplant.
In Neuaubing und Germering betrieben die Dornier-Werke zudem die zwei KZ-Außenlager Germering-Neuaubing des Konzentrationslagers Dachau, mit zusätzlichen Zwangsarbeiterlagern wie dem „Russenlager“ an der Hohenstein-/Hoheneckstraße.

## Aufbau und Bauart der Baracken

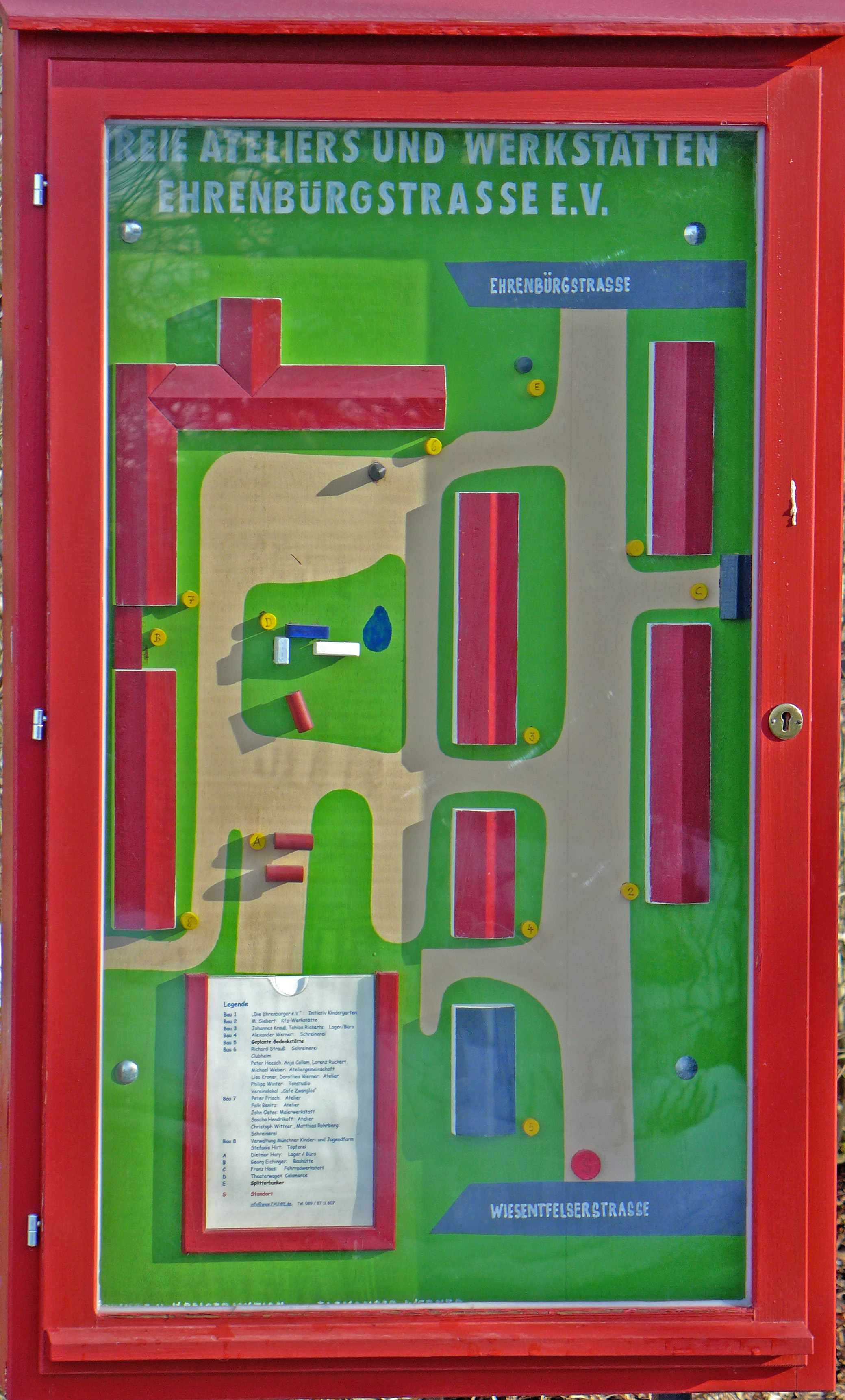
Schaukasten mit Lageplan des Geländes in derzeitigem Zustand. Unten: Westen. Baracke 5 ist durch ein blaues Dach gekennzeichnet. Osten ist oben.

Das Lager steht am westlichen Ortsrand von München-Neuaubing, unmittelbar westlich der 1937–1939 erbauten Siedlung am Gößweinsteinplatz. Wenige hundert Meter südlich, jenseits der Bodenseestraße und der Bahnstrecke Pasing–Herrsching, lag der Einsatzort der Häftlinge, das Reichsbahn-Ausbesserungswerk Neuaubing (RAW Neuaubing).
Den Eingabeplänen zufolge bestand das Lager ursprünglich aus elf eingeschossigen Baracken mit flachen Satteldächern. Acht Baracken waren um einen langgestreckten, querrechteckigen Appellplatz gruppiert, drei weitere standen südlich davon auf der anderen Seite der parallel zum Platz durchlaufenden Lagerstraße, der verlängerten Ehrenbürgstraße. Die Bauart der Baracken ist unterschiedlich: fast alle wurden in massiver Ziegelbauweise mit Ziegeldeckung ausgeführt, allein die Baracke 5 in Leichtbauweise aus Ziegelpfeilern mit einer Ausfachung aus Betondielen und Dachpappedeckung. Südlich der Einfahrt lagen die Wachmannschafts- sowie die angrenzende Bade- und Waschbaracke, an den Stirnseiten des Platzes die Wirtschafts- sowie die Werkstättenbaracke und mittig an der südlichen Flanke des Platzes die Sanitätsbaracke. Als Unterstände für Wachmannschaft dienten zwei Zwei-Personen-Splitterschutzzellen des Typs RL3-42/143 der Betonwerke Leonhard Moll, die zur Hälfte in den Boden eingelassen waren. Je zwei Treppen aus Stampfbeton führten zu den Einstiegsluken. Die Umzäunung bestand aus Betonpfosten, das Material der Felder ist unbekannt.
Heute sind noch acht Baracken erhalten, von denen die zwei der Nordostecke baulich miteinander verbunden sind. In der ehemaligen Wachmannschaftsbaracke befindet sich ein Kindergarten, die meisten übrigen Baracken dienen als Ateliers, Werkstätten, Büros und Wohnungen. Eine steht leer, wurde saniert und ist als künftige Gedenkstätte vorgesehen. Von einem weiteren Bau finden sich noch Reste der Grundmauern. Eine der geplanten Baracken wurde wohl nie errichtet. Der flache Hügel auf dem ehemaligen Appellplatz, der wie das ganze Gelände stark bewachsen ist, besteht aus dem Schutt der abgängigen nordwestlichen Baracke. Die beiden Splitterschutzzellen stehen noch am originalen Standort, drei der vier Zugänge sind jedoch verschüttet. Das Gelände ist noch von vielen der alten Zaunpfosten aus Beton umgeben. Insgesamt sind sowohl die Struktur als auch die Bausubstanz des Lagers trotz diverser Umbauten erstaunlich gut überliefert. Das Zwangsarbeiterlager Neuaubing ist neben den Lagern Bergener Straße und Zeche Lothringen in Bochum, den Resten des Lagers in Waltrop-Holthausen und dem Dokumentationszentrum NS-Zwangsarbeit in Berlin-Niederschöneweide eines der wenigen bekannten erhaltenen Lager in Deutschland.

## Zwangsarbeiterlager Reichsbahn-Ausbesserungswerk
Während des Zweiten Weltkriegs wurden im Münchner Stadtgebiet über 400 Lager für Kriegsgefangene und Zwangsarbeiter errichtet. Die Pläne für das "Barackenlager RAW Neuaubing" wurden durch das Reichsbahnneubauamt der Reichsbahndirektion München im November 1942 gefertigt, umgehend bei der Lokalbaukommission eingereicht und im Februar 1943 durch das Regierungspräsidium genehmigt. Fertiggestellt war es bereits vorher im Dezember 1942. Rein rechnerisch fasste jeder Unterkunftsraum 26 Personen, jeder Block bestand aus zwei Räumen, jede Baracke war ein Doppelblock. Die sechs Lagerbaracken des Lagers boten insgesamt also 624 Personen Platz. Tatsächlich waren die Räume mit Zwangsarbeitern aus Russland, Weißrussland und der Ukraine, Polen, Italien, den Niederlanden und Frankreich massiv überbelegt, der höchste Einzelstand lag bei etwa 1000 Personen. Die Lebensumstände waren offenbar katastrophal, auch wegen körperlicher Misshandlungen der Lagerinsassen. Wie eine Luftaufnahme vom April 1945 belegt, fanden die meisten baulichen Veränderungen schon während des Krieges statt, also in der Zeit der ersten Nutzung. Die Werkstättenbaracke am westlichen Platzseite fehlte schon, ebenso die südwestliche Schlafbaracke, möglicherweise als Folge eines der drei alliierten Luftangriffe auf Neuaubing. Die beiden Baracken in der nordöstlichen Ecke des Platzes waren bereits miteinander verbunden und nach Osten der Vorbau mit Giebel angefügt worden.

## Nachnutzungen
Nach dem Ende des Zweiten Weltkriegs diente die Anlage zunächst als Flüchtlingsunterkunft, seit den 1950er Jahren als Wohnanlage für Bahnangestellte und Lehrlingswohnheim der Deutschen Bundesbahn. Die südwestliche Baracke wurde 1946 abgebrochen. Nach Aufgabe der Wohnnutzung zogen in den 1970er Jahren Gewerbebetriebe ein. Anfang der 1980er Jahre dienten die ersten Baracken Künstlern als Ateliers. Trotz der langen Nutzungszeit hat sich die Bausubstanz der Baracken – Fundamente, Wände und Decken, Dachkonstruktionen, teils die Dachdeckung, sogar einzelne Fenster und Türen – weitgehend im Originalzustand erhalten. Im Laufe der Jahre sind diverse Raumaufteilungen verändert worden, mit Ausnahme der Baracke 5. Mit Zustimmung des Landesdenkmalrates wurde das Lager am 30. Januar 2009 als Ensemble in die Denkmalliste der Landeshauptstadt München aufgenommen.

## Denkmalschutz und geplante Gedenkstätte

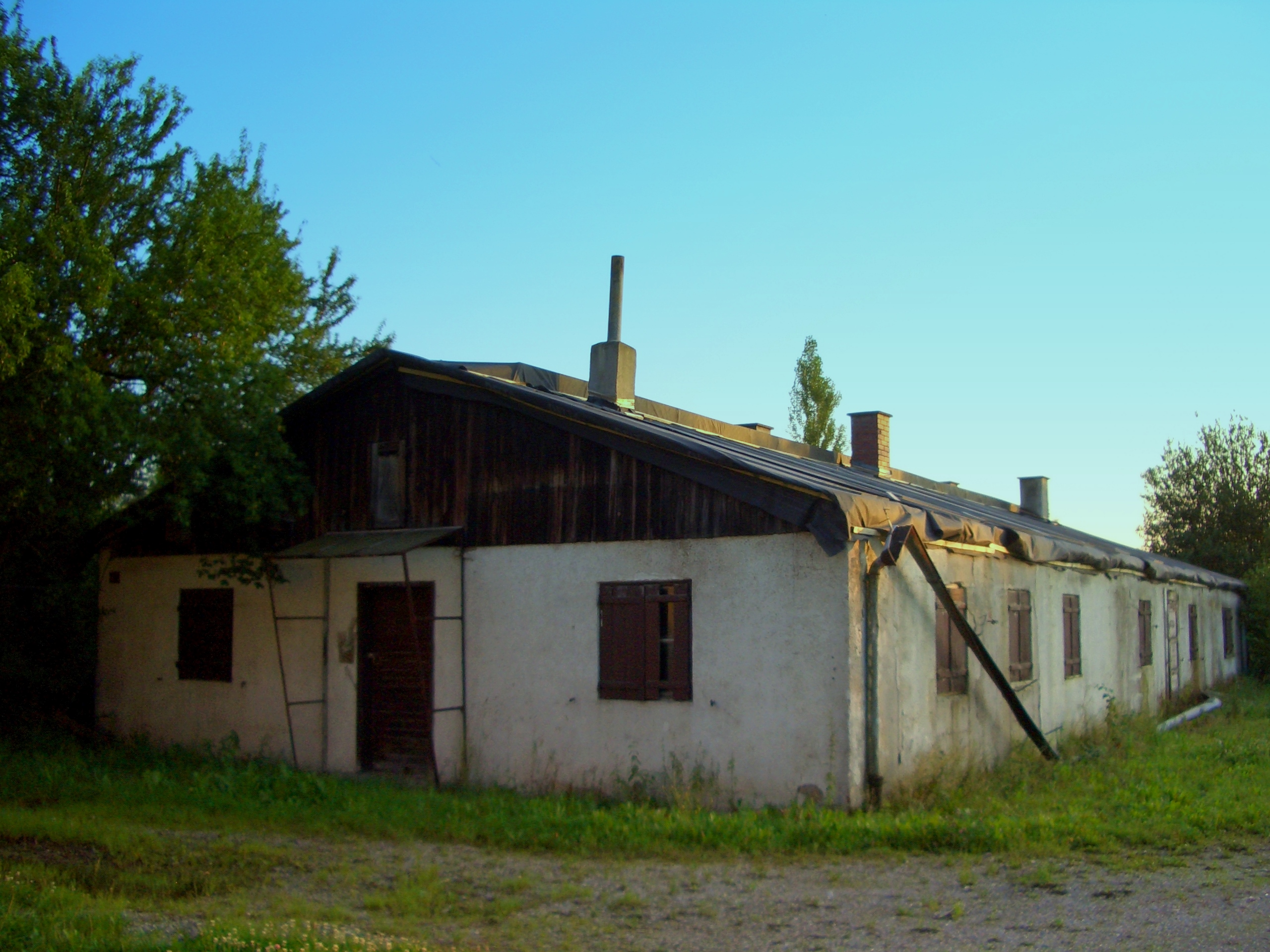
Baracke 5 (2009)

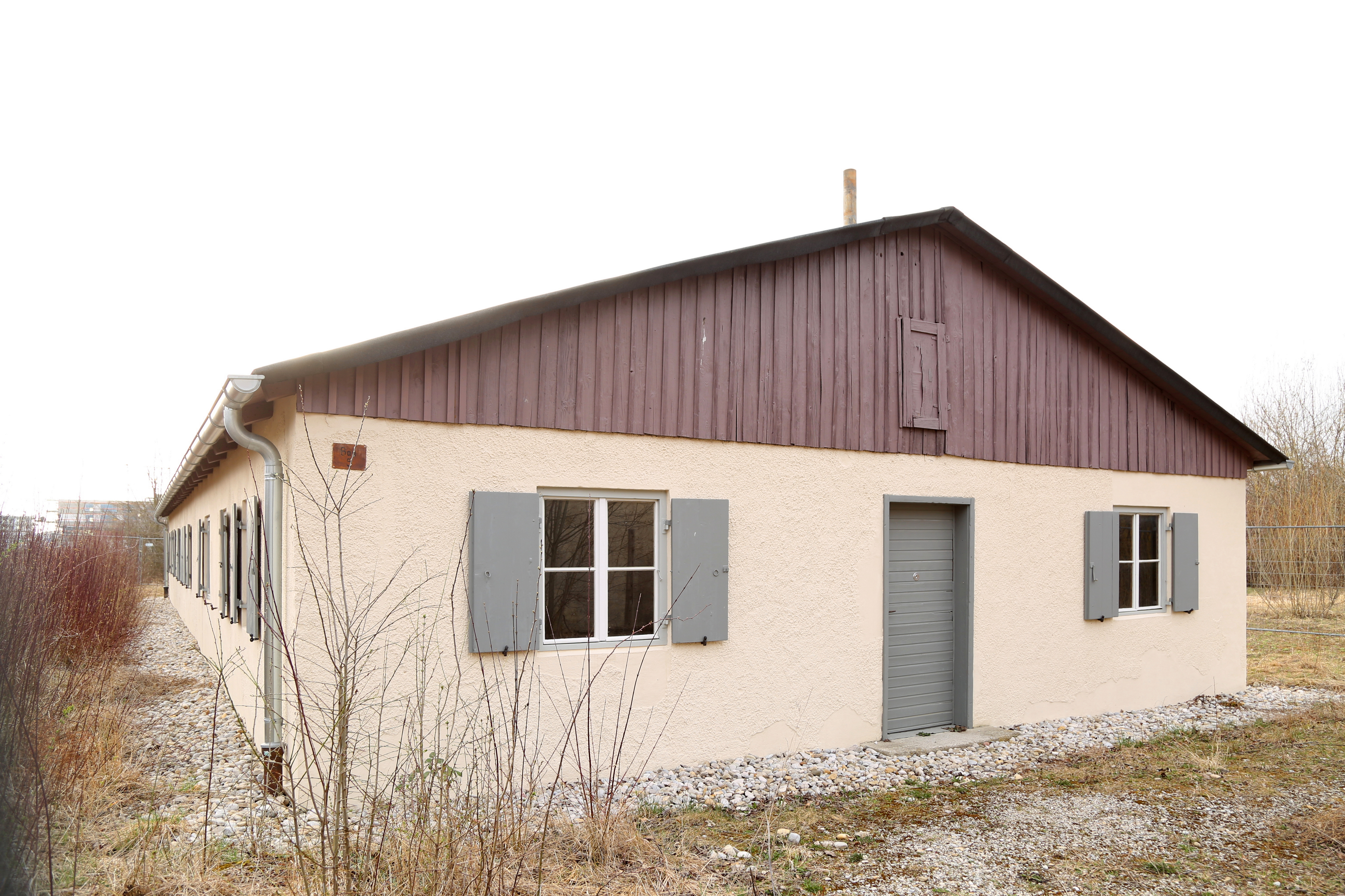
Baracke 5 (2019)

Die seit langer Zeit ungenutzte, 250 Quadratmeter große Baracke 5 ist noch weitgehend im Originalzustand erhalten. Am 27. Juni 2011 beschloss der Stadtrat, im Rahmen des Bund-Länder-Städtebauförderprogrammes „Aktive Stadt- und Ortsteilzentren“ in den Stadtteilen Neuaubing-Westkreuz vorbereitende Untersuchungen gemäß §141 Baugesetzbuch durchzuführen. Laut Beschluss des Stadtrats vom 17. November 2011 wird das Gebäude als Gedenkstätte und Zweigstelle des NS-Dokumentationszentrums dienen.
Auch die Baugeschichte, die historischen Strukturen und der Bestand des Zwangsarbeiterlagers wurden analysiert und bewertet. Die Ergebnisse stellt das Integrierte Stadtteil-Entwicklungs-Konzept (ISEK) Neuaubing-Westkreuz vor. Als Ziel für das ehemalige Zwangsarbeiterlager Neuaubing ist formuliert, dass ein Konzept zur Sichtbarmachung der bewegten Geschichte des Ortes erstellt werden soll. Die Raumkanten sollen freigelegt und die Fassaden wieder in den alten Zustand versetzt werden. Der Erhalt der Baracken und der soziokulturellen Nutzungen hat Priorität. Die förmliche Festlegung des Sanierungsgebiets erfolgte seitens des Stadtrats am 9. April 2014. Es stellte sich jedoch heraus, dass das Gebäude durch seine von den übrigen Baracken abweichende Leichtbauweise sehr baufällig und außerdem mit Schimmel befallen war. Deshalb wurde die Einrichtung der Gedenkstätte verschoben und Baracke 5 durch Münchner Gesellschaft für Stadterneuerung bis 2018 saniert. Seit 2014 gehört die Baracke 5 der Landeshauptstadt München, 2015 wurde auch der Rest der Siedlung durch die Stadt angekauft. 
Mit Abschluss der Sanierung der Baracke 5 wurden die grundsätzlichen Fragen gelöst, 2019 werden durch das NS-Dokumentationszentrum München die inhaltliche und konzeptionelle Details der Gedenkstätte erarbeitet. Das zuständige NS-Dokumentationszentrum München gab 2021 bekannt, dass eine Sanierung bis 2022 ausgeschlossen sei, es gebe jedoch bereits ein Grobkonzept. Die Baracken 2 und 5 sollen Außenstellen des NS-Dokuzentrums werden. Der Stadtrat beauftragte Ende 2022 die Sanierung bis 2025, alles Weitere soll bis 2027 erfolgen. Für die Sanierung und die Einrichtung des Erinnerungsorts veranschlagt die Stadt einen Betrag von über 32 Millionen EUR.
Am 18. Juli 2025 wurden auf Antrag der benachbarten Siedlervereinigung der Dornier-Eigenheimer e.V. bei einer Gedenkveranstaltung Erinnerungszeichen für folgende elf ehemalige Zwangsarbeiter und Zwangsarbeiterinnen errichtet: Iwan Blyznjuk, Anita Hoffmann, Andrij Kiritschenko, Emilija Kriger, Seitiagop Mimikleo, Antonio Salvatore, Wassyl Schaferost, Efrosinija Surdakowa, Jacobus Verwoerd, Wincenty Więcek und Maria Wojciechowska.

## Film
- Fabian Bechtle, Leon Kahane: Freiham/Neuaubing. In: nsdoku.de. NS-Dokumentationszentrum (Film (deutsch, englisch). Karte Wegbeschreibung: Oben ist Westen).